# Elecciones presidenciales de Francia de 2002
Las elecciones presidenciales francesas de 2002 consistieron en una primera vuelta el domingo 21 de abril de 2002, y una segunda entre los dos candidatos más votados (Jacques Chirac y Jean-Marie Le Pen) el domingo 5 de mayo de ese mismo año. Estas elecciones atrajeron la atención del mundo debido a la inesperada aparición en la segunda vuelta del candidato ultraderechista Le Pen. Aunque su partido, el Frente Nacional, se describía a sí mismo como conservador, su discurso duro llevó a muchos analistas a calificarlo como de extrema derecha.

## Resumen general
La campaña se había centrado en asuntos de orden público, con una atención especial a la delincuencia juvenil, especialmente entre los jóvenes de origen extranjero. Lionel Jospin era en aquel momento primer ministro; el gobierno de Jospin era criticado por la oposición por su tibieza con el crimen. Hay quien considera que algunas informaciones alarmistas de TF1 y otros medios resaltaron más de lo debido la pretendida ola de delitos.
La primera ronda de las elecciones supuso una sorpresa para muchos observadores, ya que estos esperaban una segunda vuelta entre Chirac y Jospin. Otros observadores ya habían apuntado a la posibilidad de que Jospin quedase apeado de la segunda vuelta dada la igualdad entre los candidatos, su mala campaña y el alto grado de indecisos. La pobre imagen que proyectó Jospin unido a la dispersión del voto en la izquierda a gran número de candidatos significó que Le Pen fuera quien se enfrentase a Chirac en la segunda vuelta. La elección produjo el cuestionamiento del sistema de doble vuelta por parte de los perdedores y también levantó preocupación debido a la apatía y a la manera en que la izquierda se había fragmentado.

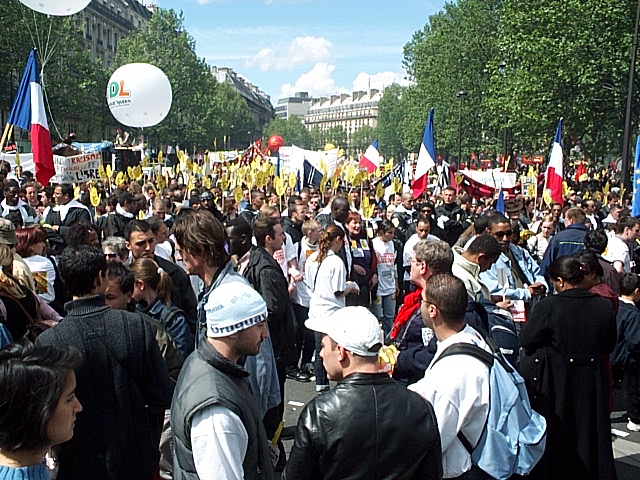
Concentración del 1 de mayo de 2002 en París.

Como consecuencia de los resultados se extendió entre los perdedores una gran conmoción, y más de un millón de personas tomaron parte en marchas callejeras para expresar su oposición a las ideas de Le Pen. Uno de los lemas de estos manifestantes era: avergonzado de ser francés, en alusión al eslogan de campaña del Frente Nacional: orgulloso de ser francés. Las protestas callejeras comenzaron la noche del 21 de abril y continuaron durante los siguientes días:
- 24 de abril: 60.000 personas se manifiestan contra el éxito de Le Pen.
- 25 de abril: 250.000 personas se manifiestan contra el éxito de Le Pen.
- 26 de abril: 200.000 personas se manifiestan contra el éxito de Le Pen (45.000 de ellas en París).
- 1 de mayo:
  - Aproximadamente 20.000 personas acuden a la celebración anual del Frente Nacional en París en honor de Juana de Arco y como apoyo a Jean-Marie Le Pen.
  - Cerca de 1.300.000 personas (según el Ministerio del Interior), más de 400.000 en París, celebran el Día Internacional de los Trabajadores y muestran su rechazo al Frente Nacional.

La elección entre Chirac, acusado de algunos escándalos de corrupción durante su etapa como alcalde de París pero que se beneficiaba del derecho de inmunidad presidencial, y Le Pen, un nacionalista frecuentemente acusado de racismo y antisemitismo, fue para muchos muy dura. Se realizaron propuestas como ir a votar con una pinza en la nariz para expresar el disgusto de votar a Chirac, pero esto podría ser ilegal, ya que está prohibido anunciar el voto propio dentro del recinto de votación. En los días antes a la segunda votación se hizo famoso un cartel de Chirac que decía: Vota a un delincuente, no a un fascista. Chirac derrotó a Le Pen con un resultado arrollador.

## Resultados

### Primera vuelta
| Candidato               | Partido   | Votos      | %      |
| ----------------------- | --------- | ---------- | ------ |
| Jacques Chirac          | RPR       | 5.665.855  | 19,88% |
| Jean-Marie Le Pen       | FN        | 4.804.713  | 16,86% |
| Lionel Jospin           | PS        | 4.610.113  | 16,18% |
| François Bayrou         | UDF       | 1.949.170  | 6,84%  |
| Arlette Laguiller       | LO        | 1.630.045  | 5,72%  |
| Jean-Pierre Chevènement | MDC       | 1.518.528  | 5,33%  |
| Noël Mamère             | Les Verts | 1.495.724  | 5,25%  |
| Olivier Besancenot      | LCR       | 1.210.562  | 4,25%  |
| Jean Saint-Josse        | CPNT      | 1.204.689  | 4,23%  |
| Alain Madelin           | DL        | 1.113.484  | 3,91%  |
| Robert Hue              | PCF       | 960.480    | 3,37%  |
| Bruno Mégret            | MNR       | 667.026    | 2,34%  |
| Christiane Taubira      | PRG       | 660.447    | 2,32%  |
| Corinne Lepage          | Cap21     | 535.837    | 1,88%  |
| Christine Boutin        | FRS       | 339.112    | 1,19%  |
| Daniel Gluckstein       | PT        | 132.686    | 0,47%  |
| Total                   |           | 28.498.471 |        |

- Censo electoral: 41.194.689
- Participación: 71,60%

### Segunda vuelta
| Candidato         | Partido | Votos      | %      |
| ----------------- | ------- | ---------- | ------ |
| Jacques Chirac    | RPR     | 25.537.956 | 82,21% |
| Jean-Marie Le Pen | FN      | 5.525.032  | 17,79% |
| Total             |         | 31.062.988 |        |

- Censo electoral: 41.191.169
- Participación: 79,71%